# Liste der Nummer-eins-Hits in Österreich (1992)
Dies ist eine Liste der Nummer-eins-Hits in Österreich im Jahr 1992. Sie basiert auf den wöchentlichen Single- und Albumlisten der österreichischen Charts. Die Singlecharts waren Top-30-Listen, die Albumcharts umfassten 40 Plätze.

## Singles
| ← 1991 ← | Liste der Nummer-eins-Hits in Österreich | Liste der Nummer-eins-Hits in Österreich | Liste der Nummer-eins-Hits in Österreich                                                | 1993 → |
| \| Zeitraum \| Wo. ges. \| Interpret \| Titel Autor(en) \| Zusätzliche Informationen \| \| (Zeitraum, Wochen auf Platz eins, Interpret, Titel, Autor[en], zusätzliche Informationen) \| \| \| \| \| \| ----------------------------------------------------------------------------------------- \| -------- \| ---------------------- \| --------------------------------------------------------------------------------------- \| ---------------------------------------------------------------------------------------------------------------------- \| \| 17. November 1991 – 15. Februar 1992 13 Wochen \| 13 \| Salt ’n’ Pepa \| Let’s Talk About Sex Herby E. Azor \| – \| \| 16. Februar 1992 – 21. März 1992 5 Wochen \| 5 \| The KLF \| Justified and Ancient Jimi Francis Cauty, William Ernest Drummond, Ricky Lyte \| – \| \| 22. März 1992 – 4. April 1992 2 Wochen (insgesamt 7) \| 7 \| U 96 \| Das Boot Klaus Doldinger \| Das Lied basiert auf Klaus Doldingers Titelmelodie zum Film Das Boot (1981). \| \| 5. April 1992 – 11. April 1992 1 Woche \| 1 \| Right Said Fred \| I’m Too Sexy Fred Fairbrass, Richard Fairbrass, Robert Manzoli \| – \| \| 12. April 1992 – 16. Mai 1992 5 Wochen (insgesamt 7) \| 7 \| U 96 \| Das Boot Klaus Doldinger \| – \| \| 17. Mai 1992 – 30. Mai 1992 2 Wochen \| 2 \| Mr. Big \| To Be with You Eric Lee Martin, David Richard Grahame \| – \| \| 31. Mai 1992 – 13. Juni 1992 2 Wochen \| 2 \| Snap! \| Rhythm Is a Dancer John "Virgo" Garrett III, Benito Benites, Durron Butler, Thea Austin \| – \| \| 14. Juni 1992 – 25. Juli 1992 6 Wochen \| 6 \| Dr. Alban \| It’s My Life Dag Krister Volle, Alban Uzoma Nwapa \| – \| \| 26. Juli 1992 – 12. September 1992 7 Wochen (insgesamt 8) \| 8 \| Erasure \| ABBA-esque (EP) Benny Andersson, Björn Ulvaeus \| Eine Extended Play mit den vier ABBA-Coverversionen Lay All Your Love on Me, SOS, Take a Chance on Me und Voulez-Vous. \| \| 13. September 1992 – 19. September 1992 1 Woche (insgesamt 4) \| 4 \| Edelweiss \| Raumschiff Edelweiss Alexander Courage \| – \| \| 20. September 1992 – 26. September 1992 1 Woche (insgesamt 8) \| 8 \| Erasure \| ABBA-esque (EP) Benny Andersson, Björn Ulvaeus \| – \| \| 27. September 1992 – 17. Oktober 1992 3 Wochen (insgesamt 4) \| 4 \| Edelweiss \| Raumschiff Edelweiss Alexander Courage \| – \| \| 18. Oktober 1992 – 5. Dezember 1992 7 Wochen \| 7 \| Power Pack \| Birthday Song Erwin Kiennast, Andrew Morris, Martin Jung, Robert Benkö \| – \| \| 6. Dezember 1992 – 16. Januar 1993 6 Wochen \| 6 \| Die Fantastischen Vier \| Die da!?! Andreas Rieke, Michael B. Schmidt, Thomas Dürr, Michael Beck \| – \| |                                          |                                          |                                                                                         | |
| ← 1991 |                                          |                                          |                                                                                         | → 1993 → |
| Zeitraum | Wo. ges.                                 | Interpret                                | Titel Autor(en)                                                                         | Zusätzliche Informationen                                                                                              |
| (Zeitraum, Wochen auf Platz eins, Interpret, Titel, Autor[en], zusätzliche Informationen) |                                          |                                          |                                                                                         | |
| 17. November 1991 – 15. Februar 1992 13 Wochen | 13                                       | Salt ’n’ Pepa                            | Let’s Talk About Sex Herby E. Azor                                                      | – |
| 16. Februar 1992 – 21. März 1992 5 Wochen | 5                                        | The KLF                                  | Justified and Ancient Jimi Francis Cauty, William Ernest Drummond, Ricky Lyte           | – |
| 22. März 1992 – 4. April 1992 2 Wochen (insgesamt 7) | 7                                        | U 96                                     | Das Boot Klaus Doldinger                                                                | Das Lied basiert auf Klaus Doldingers Titelmelodie zum Film Das Boot (1981).                                           |
| 5. April 1992 – 11. April 1992 1 Woche | 1                                        | Right Said Fred                          | I’m Too Sexy Fred Fairbrass, Richard Fairbrass, Robert Manzoli                          | – |
| 12. April 1992 – 16. Mai 1992 5 Wochen (insgesamt 7) | 7                                        | U 96                                     | Das Boot Klaus Doldinger                                                                | – |
| 17. Mai 1992 – 30. Mai 1992 2 Wochen | 2                                        | Mr. Big                                  | To Be with You Eric Lee Martin, David Richard Grahame                                   | – |
| 31. Mai 1992 – 13. Juni 1992 2 Wochen | 2                                        | Snap!                                    | Rhythm Is a Dancer John "Virgo" Garrett III, Benito Benites, Durron Butler, Thea Austin | – |
| 14. Juni 1992 – 25. Juli 1992 6 Wochen | 6                                        | Dr. Alban                                | It’s My Life Dag Krister Volle, Alban Uzoma Nwapa                                       | – |
| 26. Juli 1992 – 12. September 1992 7 Wochen (insgesamt 8) | 8                                        | Erasure                                  | ABBA-esque (EP) Benny Andersson, Björn Ulvaeus                                          | Eine Extended Play mit den vier ABBA-Coverversionen Lay All Your Love on Me, SOS, Take a Chance on Me und Voulez-Vous. |
| 13. September 1992 – 19. September 1992 1 Woche (insgesamt 4) | 4                                        | Edelweiss                                | Raumschiff Edelweiss Alexander Courage                                                  | – |
| 20. September 1992 – 26. September 1992 1 Woche (insgesamt 8) | 8                                        | Erasure                                  | ABBA-esque (EP) Benny Andersson, Björn Ulvaeus                                          | – |
| 27. September 1992 – 17. Oktober 1992 3 Wochen (insgesamt 4) | 4                                        | Edelweiss                                | Raumschiff Edelweiss Alexander Courage                                                  | – |
| 18. Oktober 1992 – 5. Dezember 1992 7 Wochen | 7                                        | Power Pack                               | Birthday Song Erwin Kiennast, Andrew Morris, Martin Jung, Robert Benkö                  | – |
| 6. Dezember 1992 – 16. Januar 1993 6 Wochen | 6                                        | Die Fantastischen Vier                   | Die da!?! Andreas Rieke, Michael B. Schmidt, Thomas Dürr, Michael Beck                  | – |

## Alben
| ← 1991 ← | Liste der Nummer-eins-Alben in Österreich | Liste der Nummer-eins-Alben in Österreich       | Liste der Nummer-eins-Alben in Österreich | 1993 → |
| \| Zeitraum \| Wo. ges. \| Interpret \| Titel \| Zusätzliche Informationen \| \| (Zeitraum, Wochen auf Platz eins, Interpret, Titel, zusätzliche Informationen) \| \| \| \| \| \| ------------------------------------------------------------------------------ \| -------- \| ----------------------------------------------- \| ------------------------------- \| ---------------------------------------------------------------------------------------------------------------------------------------------------------------- \| \| 8. Dezember 1991 – 11. Januar 1992 5 Wochen (insgesamt 6) \| 6 \| Erste Allgemeine Verunsicherung \| Watumba! \| Watumba! war das vierte Nummer-eins-Album der Ersten Allgemeinen Verunsicherung in Folge. \| \| 12. Januar 1992 – 18. Januar 1992 1 Woche \| 1 \| David Hasselhoff \| David \| – \| \| 19. Januar 1992 – 25. Januar 1992 1 Woche (insgesamt 6) \| 6 \| Erste Allgemeine Verunsicherung \| Watumba! \| – \| \| 26. Januar 1992 – 8. Februar 1992 2 Wochen (insgesamt 3) \| 3 \| Queen \| Greatest Hits II \| Kurz nach der Veröffentlichung des zweiten Best-of-Albums verstarb Queen-Sänger Freddie Mercury. \| \| 9. Februar 1992 – 22. Februar 1992 2 Wochen (insgesamt 8) \| 8 \| Genesis \| We Can’t Dance \| – \| \| 23. Februar 1992 – 29. Februar 1992 1 Woche \| 1 \| Bonnie Tyler \| Bitterblue \| – \| \| 1. März 1992 – 11. April 1992 6 Wochen (insgesamt 8) \| 8 \| Genesis \| We Can’t Dance \| – \| \| 12. April 1992 – 25. April 1992 2 Wochen (insgesamt 3) \| 3 \| Bruce Springsteen \| Human Touch \| Das Album erschien gleichzeitig mit Lucky Town. Es handelt sich dabei um eines von zwei erfolgreichen gleichzeitig veröffentlichten Alben im Jahr 1992. \| \| 26. April 1992 – 9. Mai 1992 2 Wochen \| 2 \| Simply Red \| Stars \| – \| \| 10. Mai 1992 – 16. Mai 1992 1 Woche \| 1 \| Wolfgang Ambros \| Die größten Hits aus 20 Jahren \| – \| \| 17. Mai 1992 – 23. Mai 1992 1 Woche (insgesamt 3) \| 3 \| Bruce Springsteen \| Human Touch \| – \| \| 24. Mai 1992 – 30. Mai 1992 1 Woche (insgesamt 3) \| 3 \| Queen \| Greatest Hits II \| – \| \| 31. Mai 1992 – 6. Juni 1992 1 Woche \| 1 \| Right Said Fred \| Up \| – \| \| 7. Juni 1992 – 13. Juni 1992 1 Woche (insgesamt 3) \| 3 \| Guns n’ Roses \| Use Your Illusion II \| Das Album erschien gleichzeitig mit Use Your Illusion I. Es handelt sich dabei um eines von zwei erfolgreichen gleichzeitig veröffentlichten Alben im Jahr 1992. \| \| 14. Juni 1992 – 4. Juli 1992 3 Wochen (insgesamt 4) \| 4 \| Dr. Alban \| One Love \| – \| \| 5. Juli 1992 – 1. August 1992 4 Wochen (insgesamt 5) \| 5 \| Elton John \| The One \| – \| \| 2. August 1992 – 8. August 1992 1 Woche \| 1 \| Rainhard Fendrich & Wiener Symphoniker \| Wiener Festwochen \| – \| \| 9. August 1992 – 15. August 1992 1 Woche (insgesamt 5) \| 5 \| Elton John \| The One \| – \| \| 16. August 1992 – 22. August 1992 1 Woche (insgesamt 4) \| 4 \| Dr. Alban \| One Love \| – \| \| 23. August 1992 – 5. September 1992 2 Wochen (insgesamt 3) \| 3 \| Guns n’ Roses \| Use Your Illusion II \| – \| \| 6. September 1992 – 17. Oktober 1992 6 Wochen \| 6 \| Ostbahn Kurti & die Chefpartie \| A blede Gschicht … \| – \| \| 18. Oktober 1992 – 24. Oktober 1992 1 Woche (insgesamt 2) \| 2 \| Falco \| Nachtflug \| – \| \| 25. Oktober 1992 – 31. Oktober 1992 1 Woche \| 1 \| Prince and the New Power Generation \| Love Symbol \| – \| \| 1. November 1992 – 7. November 1992 1 Woche (insgesamt 2) \| 2 \| Falco \| Nachtflug \| – \| \| 8. November 1992 – 12. Dezember 1992 5 Wochen (insgesamt 7) \| 7 \| ABBA \| Gold – Greatest Hits \| – \| \| 13. Dezember 1992 – 19. Dezember 1992 1 Woche (insgesamt 4) \| 4 \| Hubert von Goisern und die Original Alpinkatzen \| Aufgeigen stått niederschiassen \| – \| \| 20. Dezember 1992 – 2. Januar 1993 2 Wochen (insgesamt 7) \| 7 \| ABBA \| Gold – Greatest Hits \| – \| |                                           |                                                 |                                           | |
| ← 1991 |                                           |                                                 |                                           | → 1993 → |
| Zeitraum | Wo. ges.                                  | Interpret                                       | Titel                                     | Zusätzliche Informationen |
| (Zeitraum, Wochen auf Platz eins, Interpret, Titel, zusätzliche Informationen) |                                           |                                                 |                                           | |
| 8. Dezember 1991 – 11. Januar 1992 5 Wochen (insgesamt 6) | 6                                         | Erste Allgemeine Verunsicherung                 | Watumba!                                  | Watumba! war das vierte Nummer-eins-Album der Ersten Allgemeinen Verunsicherung in Folge.                                                                        |
| 12. Januar 1992 – 18. Januar 1992 1 Woche | 1                                         | David Hasselhoff                                | David                                     | – |
| 19. Januar 1992 – 25. Januar 1992 1 Woche (insgesamt 6) | 6                                         | Erste Allgemeine Verunsicherung                 | Watumba!                                  | – |
| 26. Januar 1992 – 8. Februar 1992 2 Wochen (insgesamt 3) | 3                                         | Queen                                           | Greatest Hits II                          | Kurz nach der Veröffentlichung des zweiten Best-of-Albums verstarb Queen-Sänger Freddie Mercury.                                                                 |
| 9. Februar 1992 – 22. Februar 1992 2 Wochen (insgesamt 8) | 8                                         | Genesis                                         | We Can’t Dance                            | – |
| 23. Februar 1992 – 29. Februar 1992 1 Woche | 1                                         | Bonnie Tyler                                    | Bitterblue                                | – |
| 1. März 1992 – 11. April 1992 6 Wochen (insgesamt 8) | 8                                         | Genesis                                         | We Can’t Dance                            | – |
| 12. April 1992 – 25. April 1992 2 Wochen (insgesamt 3) | 3                                         | Bruce Springsteen                               | Human Touch                               | Das Album erschien gleichzeitig mit Lucky Town. Es handelt sich dabei um eines von zwei erfolgreichen gleichzeitig veröffentlichten Alben im Jahr 1992.          |
| 26. April 1992 – 9. Mai 1992 2 Wochen | 2                                         | Simply Red                                      | Stars                                     | – |
| 10. Mai 1992 – 16. Mai 1992 1 Woche | 1                                         | Wolfgang Ambros                                 | Die größten Hits aus 20 Jahren            | – |
| 17. Mai 1992 – 23. Mai 1992 1 Woche (insgesamt 3) | 3                                         | Bruce Springsteen                               | Human Touch                               | – |
| 24. Mai 1992 – 30. Mai 1992 1 Woche (insgesamt 3) | 3                                         | Queen                                           | Greatest Hits II                          | – |
| 31. Mai 1992 – 6. Juni 1992 1 Woche | 1                                         | Right Said Fred                                 | Up                                        | – |
| 7. Juni 1992 – 13. Juni 1992 1 Woche (insgesamt 3) | 3                                         | Guns n’ Roses                                   | Use Your Illusion II                      | Das Album erschien gleichzeitig mit Use Your Illusion I. Es handelt sich dabei um eines von zwei erfolgreichen gleichzeitig veröffentlichten Alben im Jahr 1992. |
| 14. Juni 1992 – 4. Juli 1992 3 Wochen (insgesamt 4) | 4                                         | Dr. Alban                                       | One Love                                  | – |
| 5. Juli 1992 – 1. August 1992 4 Wochen (insgesamt 5) | 5                                         | Elton John                                      | The One                                   | – |
| 2. August 1992 – 8. August 1992 1 Woche | 1                                         | Rainhard Fendrich & Wiener Symphoniker          | Wiener Festwochen                         | – |
| 9. August 1992 – 15. August 1992 1 Woche (insgesamt 5) | 5                                         | Elton John                                      | The One                                   | – |
| 16. August 1992 – 22. August 1992 1 Woche (insgesamt 4) | 4                                         | Dr. Alban                                       | One Love                                  | – |
| 23. August 1992 – 5. September 1992 2 Wochen (insgesamt 3) | 3                                         | Guns n’ Roses                                   | Use Your Illusion II                      | – |
| 6. September 1992 – 17. Oktober 1992 6 Wochen | 6                                         | Ostbahn Kurti & die Chefpartie                  | A blede Gschicht …                        | – |
| 18. Oktober 1992 – 24. Oktober 1992 1 Woche (insgesamt 2) | 2                                         | Falco                                           | Nachtflug                                 | – |
| 25. Oktober 1992 – 31. Oktober 1992 1 Woche | 1                                         | Prince and the New Power Generation             | Love Symbol                               | – |
| 1. November 1992 – 7. November 1992 1 Woche (insgesamt 2) | 2                                         | Falco                                           | Nachtflug                                 | – |
| 8. November 1992 – 12. Dezember 1992 5 Wochen (insgesamt 7) | 7                                         | ABBA                                            | Gold – Greatest Hits                      | – |
| 13. Dezember 1992 – 19. Dezember 1992 1 Woche (insgesamt 4) | 4                                         | Hubert von Goisern und die Original Alpinkatzen | Aufgeigen stått niederschiassen           | – |
| 20. Dezember 1992 – 2. Januar 1993 2 Wochen (insgesamt 7) | 7                                         | ABBA                                            | Gold – Greatest Hits                      | – |

## Jahreshitparaden
| ← 1991 ← | Liste der Nummer-eins-Hits in Österreich | Liste der Nummer-eins-Hits in Österreich | Liste der Nummer-eins-Hits in Österreich | 1993 →   |
| \| Singles \| Position# \| Alben \| \| --------------------------------------------------------------------------------------------- \| --------- \| ---------------------------------------- \| \| It’s My Life Dr. Alban Dag Krister Volle, Alban Uzoma Nwapa \| 1 \| We Can’t Dance Genesis \| \| Rhythm Is a Dancer Snap! John "Virgo" Garrett III, Benito Benites, Durron Butler, Thea Austin \| 2 \| Greatest Hits II Queen \| \| ABBA-esque (EP) Erasure Benny Andersson, Björn Ulvaeus \| 3 \| Use Your Illusion II Guns N’ Roses \| \| Das Boot U 96 Klaus Doldinger \| 4 \| Stars Simply Red \| \| To Be with You Mr. Big Eric Lee Martin, David Richard Grahame \| 5 \| Dangerous Michael Jackson \| \| Justified & Ancient The KLF Jimi Francis Cauty, William Ernest Drummond, Ricky Lyte \| 6 \| Love Songs Elton John \| \| Don’t Let the Sun Go Down on Me George Michael/Elton John Elton John, Bernie Taupin \| 7 \| Greatest Hits Queen \| \| Jive Connie Connie Francis Helmuth Rüssmann, Peter Columbus \| 8 \| The Madman’s Return Snap! \| \| Knockin’ on Heavens Door Guns N’ Roses Bob Dylan \| 9 \| The One Elton John \| \| You Ten Sharp Ton Groen, Niels Hermes \| 10 \| Watumba! Erste Allgemeine Verunsicherung \| |                                          |                                          |                                          |          |
| ← 1991 |                                          |                                          |                                          | → 1993 → |
| Singles | Position#                                | Alben                                    |                                          |          |
| It’s My Life Dr. Alban Dag Krister Volle, Alban Uzoma Nwapa | 1                                        | We Can’t Dance Genesis                   |                                          |          |
| Rhythm Is a Dancer Snap! John "Virgo" Garrett III, Benito Benites, Durron Butler, Thea Austin | 2                                        | Greatest Hits II Queen                   |                                          |          |
| ABBA-esque (EP) Erasure Benny Andersson, Björn Ulvaeus | 3                                        | Use Your Illusion II Guns N’ Roses       |                                          |          |
| Das Boot U 96 Klaus Doldinger | 4                                        | Stars Simply Red                         |                                          |          |
| To Be with You Mr. Big Eric Lee Martin, David Richard Grahame | 5                                        | Dangerous Michael Jackson                |                                          |          |
| Justified & Ancient The KLF Jimi Francis Cauty, William Ernest Drummond, Ricky Lyte | 6                                        | Love Songs Elton John                    |                                          |          |
| Don’t Let the Sun Go Down on Me George Michael/Elton John Elton John, Bernie Taupin | 7                                        | Greatest Hits Queen                      |                                          |          |
| Jive Connie Connie Francis Helmuth Rüssmann, Peter Columbus | 8                                        | The Madman’s Return Snap!                |                                          |          |
| Knockin’ on Heavens Door Guns N’ Roses Bob Dylan | 9                                        | The One Elton John                       |                                          |          |
| You Ten Sharp Ton Groen, Niels Hermes | 10                                       | Watumba! Erste Allgemeine Verunsicherung |                                          |          |